# 平成24年台風第24号
平成24年台風第24号（へいせい24ねんたいふうだい24ごう、アジア名：Bopha / ボーファ）は2012年11月27日に発生し、その後フィリピンに上陸した台風である。

## 概要

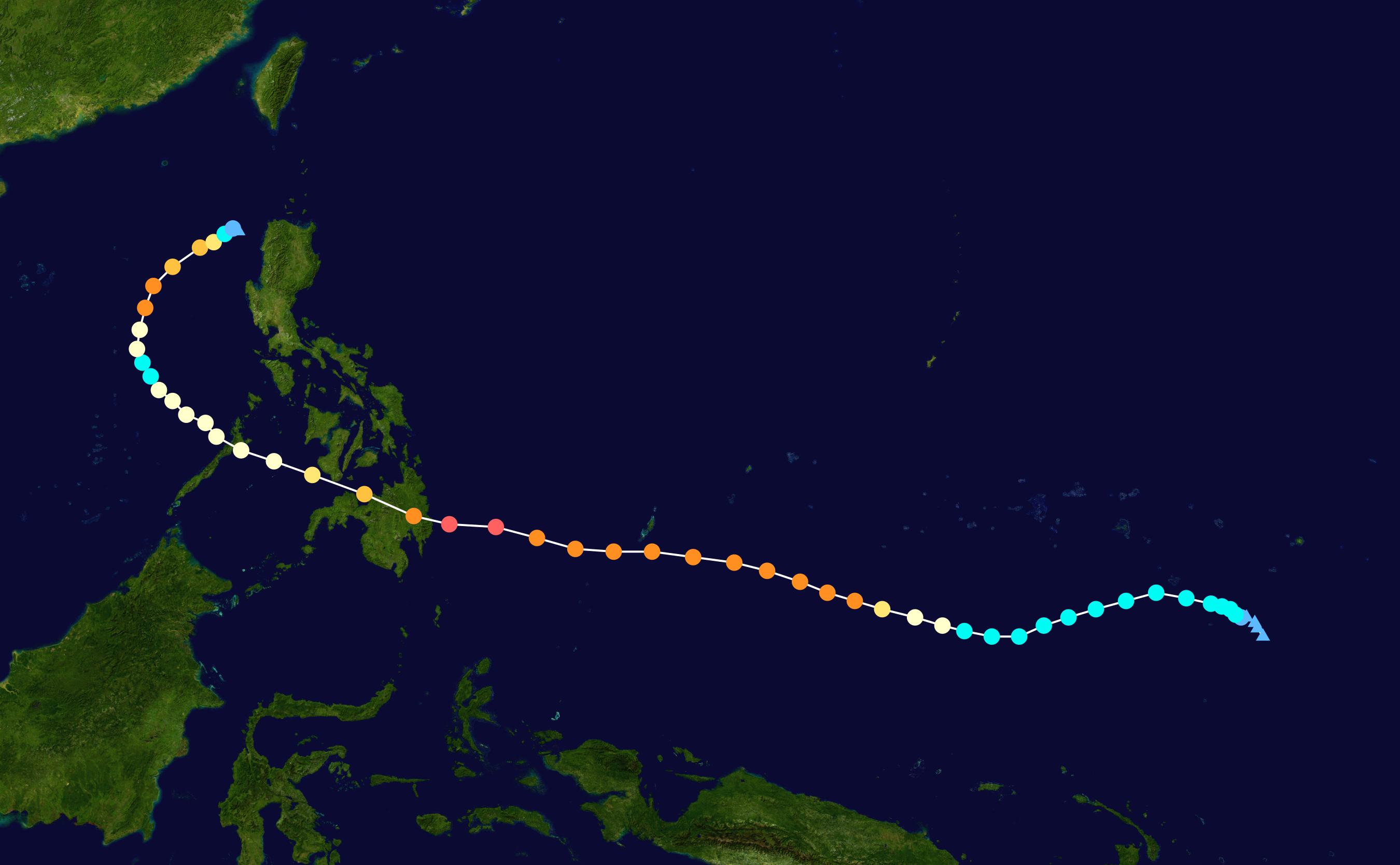
進路図

11月23日にカロリン諸島・ポンペイ島の南方の海上で形成が始まった。11月25日にはポンペイ島の南南西410キロ付近で熱帯低気圧となり、11月27日にマーシャル諸島の北緯4度付近で台風となり、アジア名「ボーファ（Bopha）」と命名された。命名国はカンボジアで、花を意味する。なお、フィリピン大気地球物理天文局（PAGASA）はこの台風について、フィリピン名「パブロ（Pablo）」と命名している。台風は西進し、12月3日にパラオの南方を通過。12月4日にフィリピン・ミンダナオ島東岸に上陸したの後、島を横断して南シナ海へと抜けた。南シナ海で停滞していた台風は8日ごろからルソン島に接近していたが、9日に熱帯低気圧となった。熱帯低気圧はルソン島に再接近した後10日に消滅した。

## 影響

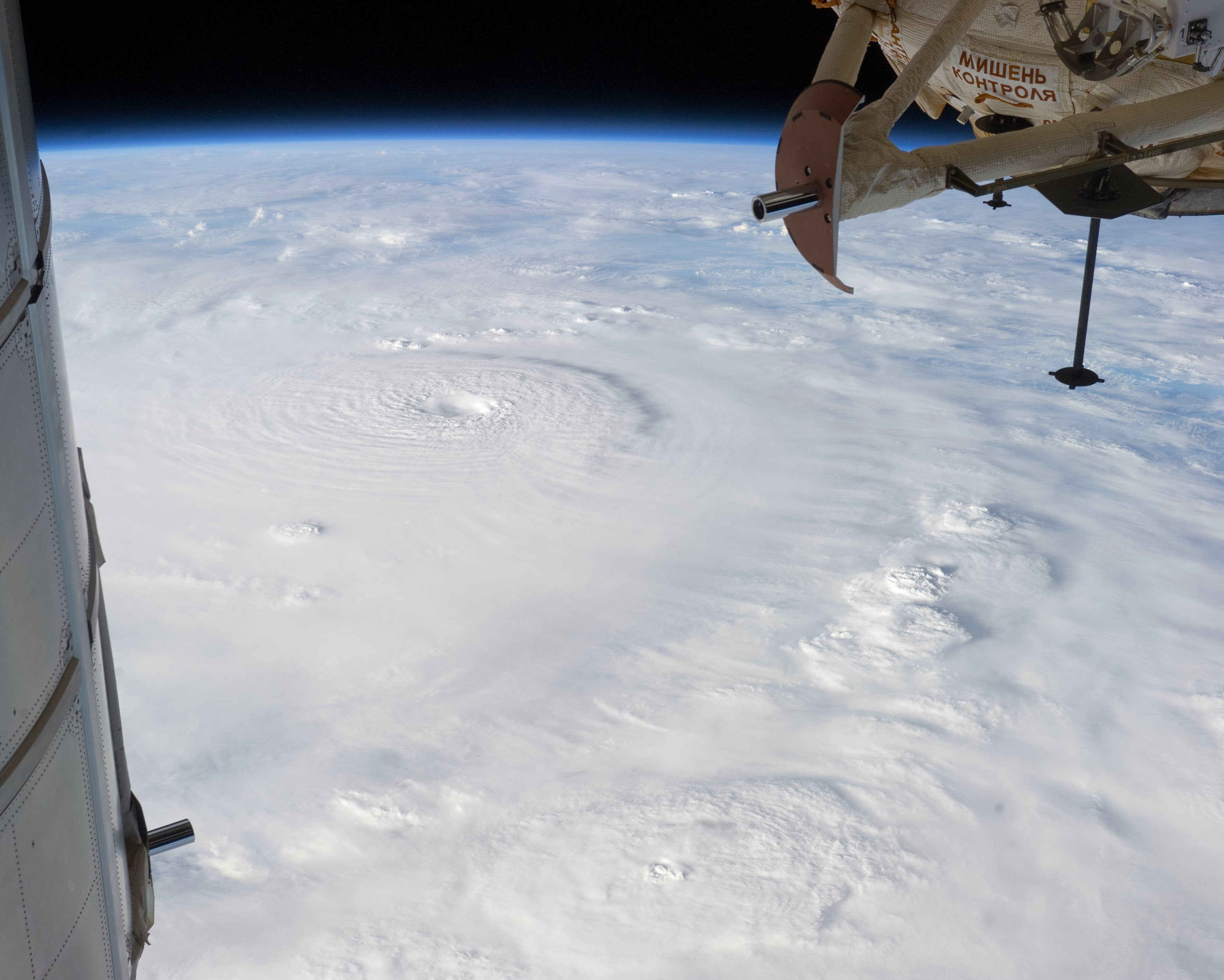
ISSから撮影された台風24号（12月2日）

### パラオ
12月1日にパラオ国家危機管理局（NEMO）が公共施設に避難所を設置するなどしたが、進路がずれたことから大きな被害は免れた。

### フィリピン
ミンダナオ島を中心に全土で暴風雨による倒木や飛来物・洪水・土石流などが発生。6日までに確認された死者はミンダナオ島東岸で258名、南部のバターン州・コンポステラ・バレー州で191名など計475名、行方不明者は少なくとも377名とされ、全国で約18万人が公共施設などに避難した。台風による洪水などで25万人以上が家を失い、9日までに確認された死者は540名、フィリピン全土での被災者数は540万人に達した。フィリピン政府は国家災害(日本の激甚災害に相当)に指定した。台風直後のミンダナオ島では10日にM5.8の地震も発生した。

## その他
この台風のアジア名「ボーファ」は、この台風限りで使用中止となり、次順からは「アンピル（Ampil）」というアジア名が使用されることになった。